# Ilinden
Ilinden (makedonsky: Илинден) je město v Severní Makedonii, asi 13 kilometrů od centra hlavního města, Skopje. Žije zde přibližně 5 200 obyvatel. Leží ve Skopském regionu.
Ilinden je hlavním městem opštiny Ilinden, ve které žije celkem 15 894 obyvatel.
V Ilindenu žije převaha Makedonců (4285), dále zde žijí Albánci (340) a Srbové (176), v menší míře také ostatní národnosti.
Známé Ilindenské povstání se nejmenuje podle tohoto města, ale podle svatého Elijáše.